# Sterenbachsee
Der Sterenbachsee ist ein Stausee am Sterenbach, einem linken Zufluss der Lieser. Er liegt auf der Gemarkung Lüxem in der Stadt Wittlich in Rheinland-Pfalz.
Der Stausee ist 400 Meter lang und maximal 160 Meter breit und hat eine freie Wasserfläche von rund sechs Hektar. Er wird von Nord nach Süd vom Sterenbach durchflossen.
Im Westen verläuft die Bundesautobahn 1 mit der Anschlussstelle Wittlich-Mitte, im Süden die Landesstraße 53 (frühere Bundesstraße 50) und im Osten liegt das Gelände des ehemaligen Missionshauses Sankt Paul. Nördlich des Sees liegen Ackerflächen.
Auf der gegenüberliegenden Seite der Autobahn befindet sich das Stadtgebiet von Wittlich.
Der See wurde 1976, also ein Jahr nach der Freigabe der Autobahn Wittlich–Trier 1975, errichtet als ökologische Ausgleichsmaßnahme für die Inanspruchnahme von Ackerflächen für die Entwicklung eines Industriegebietes. Die Wasserfläche dient auch der Hochwasserregulierung der Lieser und soll vor allem Überschwemmungen in der Ortslage Platten verringern.
Der See hat sich zu einem Biotop entwickelt und wird vor allem zum Angeln oder Wandern genutzt.

## Sterenbach
Der Sterenbach hat eine Länge von 8,6 km, ein Einzugsgebiet von 12,765 km² und die Gewässerkennziffer 267876. Die Quelle liegt auf 341 m ü. NHN auf der Gemarkung von Flußbach und die Mündung liegt auf 141 m ü. NHN bei der Rotmühle unterhalb von Wittlich.